# ナインドリーム甲子園
ナインドリーム甲子園（ナインドリームこうしえん）とは、かつて西日本旅客鉄道（JR西日本）が新大阪駅 - 甲子園口駅間の東海道本線（JR神戸線）で運行していた臨時寝台列車である。

## 概要
阪神甲子園球場で開催される選抜高等学校野球大会および、全国高等学校野球選手権大会への来場者に対するアクセス・宿泊施設提供の目的で、大会開催期に臨時列車として、1991年の夏から1993年の夏にかけて運転されていた。

## 運行概況
1992年のダイヤでは新大阪駅を22時10分に出発、大阪駅4番のりばに22時15分に到着し、23時59分まで客扱いを行ったあとにドアを施錠してそのまま停車し、翌6時過ぎに同駅を発車して甲子園口駅2番のりばに6時45分に到着、8時30分まで停車していた。甲子園口駅到着後も8時30分まではそのまま車内で休むことができた。
一夜を明かす寝台列車でありながら、新大阪駅から甲子園口駅までのわずか5駅16.7kmしか走行しないという珍しい列車であった。このような列車が運転されたのは、選抜高等学校野球大会と全国高等学校野球選手権大会の各開催期に、列車を利用した宿泊施設を提供する「列車ホテル」としての色合いが強い。1991年〜1992年当時は甲子園球場周辺に大きなホテルがなかったことから、宿泊施設不足を補う性格も持っていた。なお、甲子園球場近辺に「甲子園都ホテル」（現：ホテルヒューイット甲子園）が開業するのは1992年9月21日のことである。
また、選抜高等学校野球大会開催中には、「球春!センバツ甲子園」（現在は毎日放送・GAORAが放送する「みんなの甲子園」）の放送中に、この「ナインドリーム甲子園」の列車ホテルを宣伝したこともあった。

## 使用車両

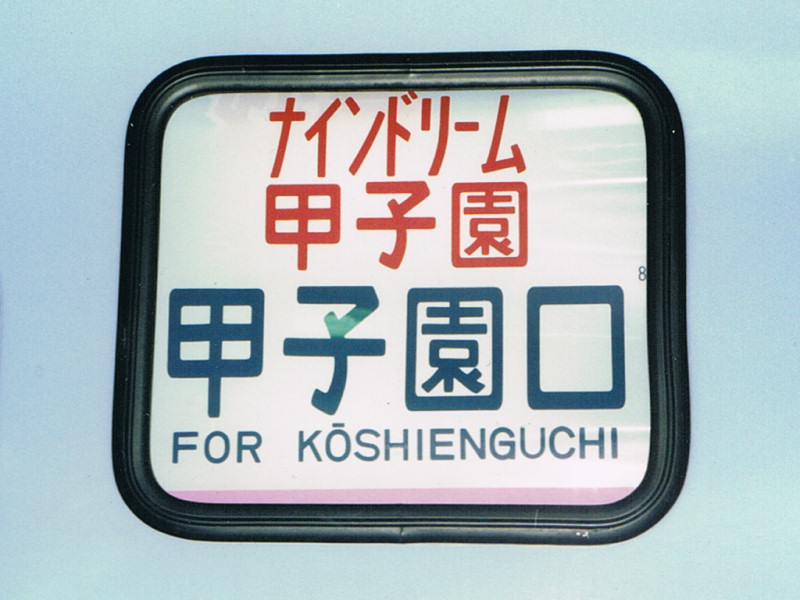
行先表示

使用車両は583系寝台電車7両編成で、うち1両は女性専用車両であった。なお、運転された時期には、583系には野球場のグラウンドをあしらったナインドリーム甲子園専用のヘッドマーク（方向幕式）が用意されていた。
なお乗車には、乗車券・寝台券を含めた専用の「ナインドリーム甲子園きっぷ」（大人3,500円・小人3,200円）をJR東日本を除く主な駅のみどりの窓口および旅行センターで購入しなければならないため、ツアー的性格の強い列車であった。